# Чудновский, Соломон Лазаревич
Соломон Лазаревич Чудновский (при рождении Зельман Лазерович (Лейзерович); 25 марта [6 апреля] 1850, Херсон — 21 августа [3 сентября] 1912 или 3 сентября 1912, Одесса, Херсонская губерния) — участник российского революционного движения, общественный деятель, этнограф, экономист, мемуарист.

## Биография
Соломон Лазаревич (Лейзерович) Чудновский родился 25 марта (6 апреля) 1850 года в Херсоне в семье бериславского купеческого сына Лейзера (Лазера) Берковича Чудновского (1807 — не позднее 1888) и Ривки Ицковны (Исаковны) Чудновской (1818—?). 19 декабря 1856 года отец был причислен к херсонским купцам второй гильдии. Окончил частное херсонское еврейское училище. В 1868 году окончил Херсонскую мужскую гимназию. Принимал участие в гимназическом кружке самообразования. В 1868 году зачислен в студенты юридического факультета Новороссийского университета; через месяц подал прошение об увольнении и о переводе в Санкт-Петербург, где поступил в Медико-хирургическую академию. С октября 1863 года принимал участие в студенческих кружках, участвовал в студенческих беспорядках, был за это в ночь на 14 (26) марта 1868 года арестован, исключен из академии и 29 марта (10 апреля)  1869 года выслан на родину в Херсон. Жил под гласным надзором в Херсоне, где организовал несколько кружков для самообразования из местных гимназистов и гимназисток.
В ноябре 1870 года ходатайствовал о разрешении переехать в Одессу, получив разрешение в феврале 1871 года приехал в Одессу и 10 (22) марта 1871 года поступил в Новороссийский университет в Одессе. Работал в газете «Одесский вестник», участвовал в народническом кружке чайковцев. Во второй половине 1872 года выпускал рукописный журнал «Вперёд». В октябре 1872 года освобожден от надзора с правом повсеместного проживания. В декабре 1872 года получил разрешение отправиться за границу. В начале 1873 года продолжил обучение на медицинском факультете Венского университета. Был знаком с лидерами венских социал-демократов. Ездил из Вены в Белград для подыскивания сотрудников для лавровского журнала «Вперёд». Наладил транспортировку журнала через Подволочиск. Помог чайковцу М. Куприянову в приобретении усовершенствованного типографского станка и переправке его в Россию.
После возвращения из-за границы конце июля 1873 года занимался доставкой в Россию через Одессу нелегальной литературы (условная фамилия Иванов).

### Арест
27 января (8 февраля)  1874 года арестован в Одессе из-за предательства контрабандиста Зейликовича («Симхи»), в вину вменялась антиправительственная пропаганда. Содержался под стражей: полтора месяца в Одесских жандармских казармах, два года семь месяцев в Одесской тюрьме. В июле 1875 года привлечён к дознанию по оговору И. Лобковского по обвинению в принадлежности к преступному сообществу и в распространении книг антиправительственного содержания (дело прекращено по Высочайшему повелению 10 (22) марта 1877 года ввиду уже возбужденного дела об антиправительственной пропаганде). Летом 1876 года отправлен из Одессы в Санкт-Петербург: полтора месяца содержался в Доме предварительного заключения; затем с 4 (16) ноября 1876 года Петропавловской крепости, откуда 11 (23) октября 1877 года переведен обратно в Дом предварительного заключения. Предан 5 (17) мая 1877 года суду Особого присутствия Правительствующего сената по обвинению в составлении противозаконного сообщества, в участии в нём и в покушении на распространение сочинений, имевших целью возбуждение к бунту и неповиновению верховной власти (Процесс ста девяноста трёх). Удален из зала заседаний 10 (22) ноября 1877 года за отказ отвечать на вопросы суда и за протест против его действий. С 20 ноября (2 декабря)  1877 года года по распоряжению III Отделения снова заключен в Петропавловскую крепость.

### Приговор
Особым присутствием Правительствующего сената 23 января (4 февраля)  1878 года признан виновным в участии в ввозе из-за границы книг, направленных к возбуждению к бунту и неповиновению верховной власти, и приговорен к лишению всех прав состояния и к каторжным работам на заводах на 5 лет, при чём суд ходатайствовал, вследствие его молодости и продолжительного тюремного заключения, о замене каторжных работ ссылкою на поселение в Тобольскую губернию. По высочайшему повелению 11 (23) мая 1878 года ходатайство суда удовлетворено: присуждён к лишению всех прав и преимуществ и к ссылке на поселение в Тобольскую губернию. Находясь в Петропавловской крепости, подписал 25 мая (6 июня)  1878 года вместе с другими воззвание «Товарищи по убеждениям». Передан Петербургскому губернскому Правлению 18 (30) июля 1878 года из Петропавловской крепости для отправки в Сибирь.

### Сибирь
6 (18) августа 1878 года прибыл в Ялуторовск. Обыскан и арестован в Ялуторовске 30 мая (11 июня)  1879 года по делу И. Цыплова-Гарманова. Из Ялуторовского тюремного замка за нарушение тюремных правил переведен в Курганский тюремный замок, где содержался до конца 1880 года. Привлечён к дознанию по возникшему в мае 1880 года в Тобольске делу И. Чернявского, С. Жебунева, И Цыплова и др. По распоряжению министра внутренних дел от 15 (27) декабря 1880 года освобождён из-под стражи с отдачею, до окончания дела, под строгий надзор полиции в Тобольске. По высочайшему повелению 24 декабря 1880 года (5 января 1881 года) дело о нём разрешено в административном порядке с высылкою его в распоряжение генерал-губернатора Восточной Сибири для водворения на жительство под надзор полиции. Временно находился в Кургане, откуда в июле 1881 года выслан за «распространение недовольства существующим порядком среди жителей Кургана» в город Енисейск Енисейской губернии. По постановлению Особого совещания от 26 апреля (8 мая)  1882 года в виду «хорошего поведения» подлежал переводу в Тобольскую губернию, но просил из-за болезни остаться в Енисейске, чтобы избежать путешествия этапным порядком. Выехал 9 (21) марта 1883 года в Томск, где ему разрешено остаться по болезни.

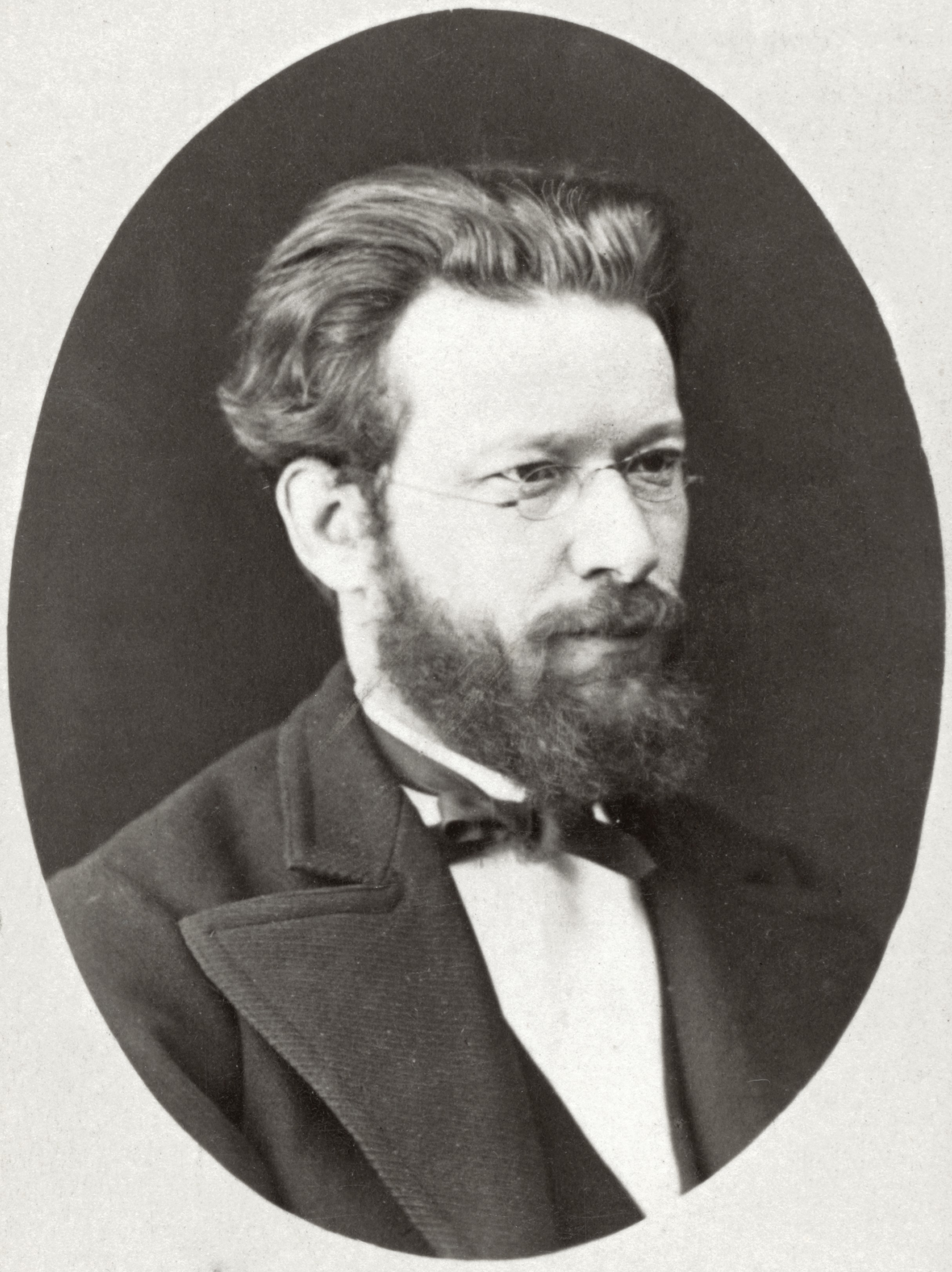
1880

Летом 1884 года и зимой 1885 года из Томска ездил в Бийский уезд, где занимался исследованием крестьянской общины. В 1885 году его ходатайство о разрешении разъездов по Сибири и права избрания рода занятий было удовлетворено министром внутренних дел. В 1886 году служил в Омске в управлении государственных имуществ. В 1887 году жил в Ялуторовске и значился Ялуторовским мещанином из ссыльных. В 1888 году работал техником и составителем экономического отчета Приангарского края в экспедиции, возглавляемой инженером М. В. Чернцовым, по исследованию порогов реки Ангары. Жил в Иркутске, служил агентом 2-го Российского страхового от огня общества и Общества взаимного страхования жизни «Нью-Йорк».

### Одесса
По окончании 23 января (4 февраля)  1893 года срока обязательного пребывания в Сибири, выехал в Одессу, где за ним был установлен негласный надзор, прекращенный в 1904 году.
Был членом Союза освобождения. В 1905 году вступил в партию кадетов. Принимал участие в общественной жизни Одессы, сотрудничал в местной прессе, служил в Одесской городской управе секретарем правления (с февраля 1896 г. до 1906 г.) Южно-Русского общества печатного дела. Отрывки из воспоминаний Чудновского под названием «Из дальних лет» печатались при его жизни в различных журналах.
Соломон Чудновский умер 21 августа (3 сентября) 1912 в городе Одессе Одесского уезда Херсонской губернии.
В 1934 году его воспоминания были изданы отдельной книгой.

## Семья
Будучи в ссылке в Иркутске, женился на Любови Давыдовне Черновой.
Племянник Соломона Чудновского, Мирон Борисович (Меер Беркович) Чудновский (1853—?) и младший брат Исаак Лазаревич (Лейзерович) Чудновский (1857—?) — также участвовали в революционном движении. 
Исаак Лазаревич Чудновский в 1887 году служил частным поверенным и агентом Русского страхового от огня общества в Екатеринославе, там же женился и к 1892 году был причислен к екатеринославскому купеческому сословию. Его сын (племянник Соломона Чудновского) — революционный деятель Григорий Исаакович Чудновский.

## Сочинения
- Чудновский С. Л. Енисейская губерния: к трехсотлетнему юбилею Сибири: (статистико-публицистические этюды). — Томск: Тип. «Сибирской газеты», 1885.
- Чудновский С. Л. Переселенческое дело на Алтае // Записки Восточно-Сибирского отдела Русского географического общества / Под ред. Г. Н. Потанина. — Иркутск, 1889. — Т. 1.
- Чудновский С. Л. Из дальних лет: Воспоминания. — М., 1934.